# Paul Watson
Paul Watson (Toronto, Canadá, 2 de Dezembro de 1950) é o fundador do Sea Shepherd Conservation Society e foi cofundador e diretor da fundação Greenpeace

## Biografia
Filho de Anthony Joseph Watson e Annamarie Larsen. Paul Watson nasceu em Toronto, Canadá no dia 2 de dezembro de 1950. Mudou-se para St. Andrews-by-the-Sea, em New Brunswick, aos seis anos de idade, onde viveu até janeiro de 1964, quando sua mãe faleceu e seu pai decidiu que a família deveria voltar à Toronto.
Em 1960, Watson tornou-se membro do Kindeness Club, fundado por Ainda Flemming; nessa instituição a bandeira levantada era em prol da vida selvagem; após matarem um dos castores (um dos quais ele protegia), Watson anunciou (aos nove anos de idade), que confiscaria e destruiria armadilhas do tipo leghold, uma armadilha que é composta de duas mandíbulas, uma mola, e um gatilho no meio. Quando o animal pisa no gatilho, a armadilha se fecha em volta da perna, prendendo-o. As mandíbulas se prendem acima da pata, impedindo que ele escape. Geralmente algum tipo de isca é usada para atrair o animal ou é colocada na trilha dele. Começou também a perturbar os caçadores de patos e cervos, e garotos que caçavam pássaros na região. Em 1967 Watson trabalhou na Expo 67 em Montreal, após o evento foi para Vancouver, onde trabalhou como bombeiro no navio Canadian Pacific Princess Marguerite. Em 1968, Watson entrou para a guarda costeira canadense. No ano de 1969, Watson entrou para a tripulação do cargueiro norueguês Bris, em uma viagem pela Ásia e África.Paul tem uma filha, Lilliolani Paula Lum Watson, com Starlet Melody Lum, a filha do casal nasceu em 1980.

Paul é considerado por diversos meios como uma figura notória nos movimentos ambiental e dos direitos animais. Deu entrevista à revista brasileira Época em seu especial 10 anos. Foi nomeado pela Time Magazine no ano 2000 como um dos "Heróis Ambientais do Século 20".[carece de fontes?]
“Eu me sinto honrado em servir às baleias, golfinhos e focas – e todas as outras criaturas desse planeta. Sua beleza, inteligencia, força e espírito têm me inspirado. Esses seres têm conversado comigo e me tocado e eu fui recompensado com a amizade de muitos membros de diferentes espécies. Se as baleias sobreviverem e se desenvolverem, se as focas continuarem vivas e dando à luz e se eu puder contribuir para garantir sua prosperidade futura, serei eternamente feliz.”— Paul Watson

## No Greenpeace
Paul foi um dos cofundadores da Fundação Greenpeace. Em outubro de 1969, seu envolvimento  com o projeto inicia-se quando ele auxiliou a organizar uma viagem pela costa canadense e americana em função de um protesto contra os testes nucleares feitos pela Comissão de Energia Atômica na ilha de Amchitka.
Alguns participantes organizaram um pequeno grupo para trabalhar em mais ideias para combater os testes, nomearam o grupo de Comite Não faça onda e era composto, primeiramente, por membros do Sierra Club e da Sociedade de Amigos (Quakers).

### Década de 1970
Em outubro de 1971, o comitê Não faça onda patrocinou a viagem do Greenpeace I, que era um navio de pesca de 1985, formalmente conhecido como Phyllis Cormack. Nesse navio, que navegava ao redor das áreas de testes da ilha de Amcikta, estavam treze voluntários a bordo, incluindo Robert Hunter, Rod Marining e Lyle Thurton, três décadas depois esses três ainda estariam navegando com o capitão Watson pelas campanhas da Sea Shepherd. Os testes na ilha foram suspensos e passado um mês no mar, o Greenpeace I voltou para Vancouver.
No tempo em que o Greenpeace I navegava em sua luta, foi organizada uma outra viagem para isso o caça-minas canadense Edgewater Fortune foi reformado, e a viagem foi batizada de Greenpeace Too, tendo em sua tripulação Paul Watson. A embarcação Greenpeace Too passou pelo Greenpeace I, próximo ao Rio Campbell e seguiu para o norte do Alaska.
Os testes nucleares foram atrasados, com o intuito de frustrar a viagem do Greenpeace I, no entanto, o Comitê Americano de Energia Atômica adiantou a próxima explosão, para evitar o Greenpeace Too. A explosão de cinco megatons foi detonada sob a ilha Amchitka enquanto o Greenpeace Too ainda estava algumas centenas de milhas distante.
A detonação de novembro de 1971 foi o último teste nuclear na ilha de Amchikta, devido a polêmica causada pelas viagens dos barcos Greenpeace.
Em 1972, o comitê Não faça onda pegou o nome das embarcações da primeira campanha e rebatizou a fundação de Greenpeace. Watson foi um dos  fundadores e diretores do Greenpeace.
Ele foi oficialmente o oitavo membro fundador. Robert Hunter foi o primeiro e seu número de inscrição vitalicio é 000. Sua esposa Roberta Hunter foi a segunda e sua inscrição é 001. O número de inscrição oficial de Watson é 007. No comando o pequeno barco 'Astral', em 1972, Watson colocou-o em rota de colisão com o porta-helicópteros francês Jeanne D'Arc, no porto de Vancouver.
O protesto era contra os ensaios nucleares franceses do Atol de Mururoa, no Pacífico Sul. O Jeanne D'Arc foi forçado a mudar de rumo, o Astral perseguiu sua meta  e manteve-se emparelhado com o navio de guerra, forçando o Jeanne D'Arc a parar.
Em 1974, Paul Watson, Robert Hunter, o Dr. Paul Spong, e outros, organizaram a primeira campanha do Greenpeace em oposição à caça as baleias. Watson serviu como primeiro-oficial, em 1975, com o Capitão John Cormack na viagem para enfrentar a frota baleeira soviética. Em junho de 1975, Robert Hunter e Watson foram as primeiras pessoas a colocar suas vidas na linha para proteger as baleias quando Watson colocou o bote inflável 'Zodiac', entre um navio-baleeiro russo e um grupo de cachalotes indefesas.
Em 1976, Watson serviu novamente como primeiro-oficial na viagem Greenpeace V.
O caça-minas canadense James Bay foi transformado. Mais uma vez, a tripulação enfrentou a frota baleeira soviética, ao norte do Havaí.
Pouco depois da campanha das baleias, Watson e David Garrick organizaram e lideraram a primeira campanha do Greenpeace para proteger as focas-da-groelandia e as focas-de-capuz da costa leste do Canadá.
Durante essa campanha, Hunter e Watson, pararam um navio de caça, o Endeavor Artic, ficando em seu caminho sobre o gelo.
O relato da campanha feito por Watson foi publicado no jornal Geórgia Straight e intitulada Pastores da Costa de Labrador. Foi este artigo que inspirou o nome da Sea Shepherd, alguns anos depois.
Em 1977, Watson liderou a segunda campanha do Greenpeace a opor-se à caça às focas na costa de Labrador, desta vez trazendo a estrela de cinema Brigitte Bardot para as massas de gelo para chamar a atenção internacional para a matança de focas.
Mais tarde, nesta campanha, Watson algemou-se a uma pilha de peles de focas que foram anexados ao guincho do navio num esforço para que esse parasse. Quando os caçadores tomaram conhecimento de sua atitude eles arrastaram a pilha de peles, com Watson preso a ela,  através do gelo, em seguida balançavam-os no ar, batendo contra o casco do navio, mergulharam-os , então, nas águas frias, várias vezes, fazendo com que Watson perdesse a consciência.
Quando os oficiais do Ministério da Pesca chegaram ao local Watson foi amarrado a uma maca e içado a bordo, onde os caçadores quase o sufocaram, pressionando gordura de foca em seu rosto e, em seguida, arrastando-o através do deck, sujo de gordura e sangue, chutando o corpo praticamente inconsciente de Watson ao longo do caminho.
Em junho de 1977, Watson deixou a fundação Greenpeace devido a desacordos sobre táticas e sobre a estrutura burocrática emergente na organização. Patrick Moore tinha substituído Robert Hunter e se opôs às campanhas de ação direta. Moore informou Watson que ele não estava autorizado a liderar outra companha em defesa das focas.
Watson deixou o Greenpeace pois sentiu que os objetivos originais da organização estavam sendo comprometidos, ele também viu uma necessidade de prosseguir as atividades de conservação com ações diretas em alto mar por meio de uma organização que forçasse o cumprimento das leis que protegem a vida marinha.
Devido a essa necessidade Watson fundou a Sea Shepherd Conservation Society, em 1977, dedicada à pesquisa, investigação e aplicação das leis e demais acordos estabelecidos para proteger a vida marinha. Fundada em 1977, quando Watson deixou o Greenpeace, a Sea Shepherd dedica-se a proteger baleias, golfinhos, focas, tubarões e demais vida marinha.
Em dezembro de 1978, com a ajuda de Cleveland Amory e do Fundo para Animais, Watson adquiriu um navio-arrastão da Grã-Bretanha e o modificou para ser a frota de conservação da Sea Shepherd.
A primeira viagem realizada pelo Sea Shepherd foi em março de 1979 – tendo com destinho o Golfo de St. Lawrence,  na costa leste do Canadá para divulgar a caça de focas canadenses, utilizando táticas de ação direta para salvar as focas.

### Década de 1980
Ao longo dos anos, Watson exibiu diversidade em seu ativismo.
Além de cofundador do Greenpeace, em 1972, fundador do Sea Shepherd, em 1977,Watson foi correspondente de campo para o Defensores da Vida Selvagem, entre 1976 e 1980. Ele foi um representante de campo para o Fundo de Animais, entre 1978 e 1981, e um representante da Sociedade Real para a Proteção dos Animais em 1979. Além disso ajudou na fundação do Greenpeace International, em 1979, mesmo que tenha se desvenciliado da instituição, Watson ainda colabora nas campanhas e demais ações do Greenpeace.
Ele foi cofundador da Sociedade Ambientalista Earthforce em 1977 e da Friends os the Wolf, em 1984.
A primeira filiação de Watson no Sierra Club foi em 1968 e permanece como apoiador desde então. Watson foi eleito para o Conselho Nacional Americano do Sierra Club, servindo como um diretor de 2003-2006.

## Formação e Apresentações Públicas
Watson é formado em comunicação linguística pela Universidade Simon Fraser na Columbia Britânica.
Realizou inúmeras palestras em  universidades de todo o mundo, e foi professor de ecologia em Pasadena College of Design, de 1990 até 1994. Watson também foi instrutor do programa de menções honrosas da UCLA em 1998 e 1999.
Atualmente, Watson é palestrante registrado da Jodi Salomon Speakers Bureau of Boston, e regularmente faz apresentações em faculdades e universidades nos EUA, e em eventos ímpares por todo o mundo.

## Prêmios e condecorações
Em 1996, Watson foi premiado com um título de cidadão honorário da cidade francesa de St. Jean Cap Ferrat.
Antes disso, ele se tornou cidadão honorário de Flórida Keys em 1989.
Outros prêmios como:
- Ambientalista do ano, em 1990.
- Prêmio Genesis, em 1998.
- H.W. George Bush Daily Points of Light Award, em 1999 por seus esforços voluntários com o ativismo para a conservação.
- Escolhido pela revista Time como um dos heróis ambientalistas do século XX no ano de 2000.
- Registrado no hall da fama da Animal Rights americana, em 2002.

## Publicações
- Pastores do Mar (1979)
- Sea Shepherd: minha luta por baleias e focas (1982)
- Cry Wolf (1985)
- Earthforce! (1993)
- Ocean Warrior (1994)
- Seal Wars (2002)

## Entrevista à Super Interessante
Em novembro de 2000 Paul Watson concedeu, à revista  Super Interessante, uma entrevista, seguem algumas perguntas feitas pela revista e respostas de Watson.

### Quando você decidiu dedicar sua vida às baleias?
Tive uma revelação em 1975 (…). Ficamos na frente de um navio russo e percebemos que eles não estavam preocupados com  nossas vidas. Os soviéticos lançaram um arpão sobre nossas cabeças, atingindo uma fêmea de um grupo de baleias. Ela gritou e, em seguida, o maior macho do grupo submergiu. (…) De repente, o macho surgiu por trás de nós e se jogou na direção dos russos, que atiraram um arpão na cabeça dele. Ele mergulhou olhando pra mim e vi inteligencia naqueles olhos enormes. Em seguida, surgiu uma trilha de bolhas de sangue vindo em nossa direção. Achei que ele fosse nos atacar mas isso não aconteceu. De alguma maneira, ele sabia que estávamos ali para ajudar. Por isso nos evitou. Desde então me sinto na obrigação de proteger as baleias.

### Quantas vezes você foi preso?
Dúzias. Faz parte do trabalho. Quem entra na frente de um navio e de interesses privados sabe que esta se metendo em encrenca.

### Quantos baleeiros você afundou?
Oito. Em 1979, afundamos o Sierra, em Portugal. Em 1980, foram mais dois espanhóis, metade da frota do país na época. Em 1986, nos livramos de dois baleeiros islandeses, também metade da frota da Islândia. Desde então afundamos três noruegueses.
O que você faria numa situação em que a única forma de salvar uma baleia fosse matar um pescador?
Tomamos todas as precauções para não machucar ninguém. Mas, se restassem poucas baleias no mundo e o único jeito de evitar que alguém matasse uma das últimas fosse atirar no pescador, eu aceitaria a alternativa. A sobrevivência da espécie é anterior aos direitos de um indivíduo.

### O que aconteceu com os proprietários do Sierra? Eles não podem simplesmente comprar outro navio?
Nós os aposentamos. Eles tinham outros três barcos. Fizemos com que o governo sul-africano apreendesse dois e oferecemos uma recompensa de 25 mil dólares para quem afundasse o terceiro. Para evitar mais prejuízo, eles largaram o negócio. Nossos críticos dizem que afundar baleeiros não adianta porque basta comprar navios novos. Não é verdade. Em 1986, afundamos metade da frota baleeira islandesa. Desde então, eles não mataram uma só baleia. Levaram todo esse tempo para se recuperar do prejuízo de 10 milhões de dólares que provocamos. Por nossa causa, os noruegueses tiveram que fazer um seguro de guerra, que é caríssimo. Assim, tornamos a pesca da baleia uma atividade pouco lucrativa. Como é o comércio que move o mundo, esse tipo de argumento é mais convincente do que falar de biodiversidade.